# بلریو ۱۱
بلریو ایکس آی (به انگلیسی: Blériot_XI) یک هواگرد از نوع آموزشی/نظامی و از پیشگامان عصر هوانوردی است که توسط لویی بلریو و Raymond Saulnier طراحی و ساخته شد. لویی بلریو در ۲۵ ژوئیه ۱۹۰۹ پس از عبور از کانال مانش با این هواپیما نه تنها به شهرت رسید بلکه آینده کارخانه تولید هواپیمای خود را تضمین کرد.
اولین هواپیمایی که در آسمان ایران پرواز کرد، این هواپیما بود.

## مشخصات (Blériot XI)

طرح سه نمای Blériot XI

داده‌ها از 
ویژگی‌های عمومی
- خدمه: ۱
- طول: ۷٫۶۲ متر (۲۵ فوت ۰ اینچ)
- پهنای بال: ۷٫۷۹ متر (۲۵ فوت ۷ اینچ)
- ارتفاع: ۲٫۶۹ متر (۸ فوت ۱۰ اینچ)
- مساحت بال‌ها: ۱۴ متر مربع (۱۵۰ فوت مربع)
- وزن خالی: ۲۳۰ کیلوگرم (۵۰۷ پوند)
- پیشرانه: ۱ عدد ۳ سیلندر پیستونی شعاعی فن هوا خنک، ۱۹ کیلو وات (۲۵ اسب بخار) Anzani 3-cyl. fan, ۱۹ کیلووات (۲۵ اسب بخار)
- ملخ‌ها: دوملخه Chauvière Intégrale، قطر  ۲٫۰۸ متر (۶ فوت ۱۰ اینچ)

عملکرد
- حداکثر سرعت: ۷۵٫۶ کیلومتر بر ساعت (۴۷٫۰ مایل بر ساعت، ۴۰٫۸ گره)
- حداکثر ارتفاع: ۱٬۰۰۰ متر (۳٬۳۰۰ فوت)